# Marcel Martínez i Bonifacio
Marcel Martínez i Bonifacio (Barcelona, 1981) és un musicòleg, músic especialitzat en música religiosa i director d'orquestra català. Actualment treballa de musical a la ciutat universitària de Tübingen, al sud d'Alemanya.

## Vida i treball
Marcel Martínez va estudiar orgue amb Maria Nacy i clavicèmbal amb Maria Lluïsa Cortada i Noguero (1938–2020) al Conservatori de Barcelona. Va cursar un postgrau sobre "Música ibèrica de teclat dels segles XVI, XVII i XVIII" amb l'organista Montserrat Torrent i Serra al Centro Superior de Investigaciones Científicas així com el curs universitari internacional “Música en Compostela”, on va ser guardonat amb la Premi Rosa Sabaté obtingut.
Marcel Martínez va participar en nombroses classes magistrals d'organista, entre elles amb els italians Luigi Ferdinando Tagliavini (1929–2017) i Matteo Imbruno, amb l'organista germano-hongarès Michael Radulescu (n. 1943), i amb l'alemany Wolfgang Rübsam (n. 1946). També va completar la formació de director de cor amb Conxita Garcia i Melgarejo (n. 1958) i Manuel Cabero i Vernedas (1926–2022). També va estudiar història de l'art a la Universitat Autònoma de Barcelona.
Després d'estudiar a la Universitat de Música religiosa de Rottenburg (Universitat de Música de l'Església Catòlica a la Diòcesi de Rottenburg-Stuttgart a Alemanya), Marcel Martinez va completar un màster en musicologia a la Universitat de Tübingen. Aquí hi fa actualment la seva tesi (doctorat) sobre el musicòleg català Higini Anglès i Pàmies (1888-1969).
Marcel Martínez treballa actualment com a cantor a l'església protestant de Sant Esteve de Tübingen. També hi treballa com a organista. Dirigeix, entre d'altres, el Tübinger Stephanuschor (des del 2018), el Tübinger Vokalensemble i el Reutlinger Kammerchor (Reutlingen Chamber Choir). Amb aquestes formacions fa actuacions molt aclamades com „Ein deutsches Requiem nach Worten der Heiligen Schrift“ ("Un rèquiem alemany basat en Paraules de la Sagrada Escriptura") de Johannes Brahms (1833–1897) a la Tübinger Stiftskirche (església protestant principal de Tübingen) a finals de novembre de 2023.